# Бразилски џијуџицу
Бразилски џијуџицу (порт. jiu-jitsu brasileiro; скраћено БЏЏ или BJJ) је борилачка вештина настала од јапанског џијуџицуа и џудоа. За осниваче бразилског џијуџицуа важе са једне стране браћа Карлос и Хелио Грејси почетком 20. века, при чему се понекад назива исто џијуџицу фамилије Грејси (Gracie Jiu-Jitsu). Са друге стране у Бразилу постоје клубови и школе независне од породица Грејси, који оспорују дотичној породици да су оснивачи бразилског џијуџицуа, признајући им једино важну улогу у даљем развоју овог спорта.
Браћа Грејси учили су један од џијуџицу- односно џудо-стилова мајстора Митсује Маеде, који је почетком 20. века из Јапана имигрирао у Бразил. Незадовољни неким техникама браћа Гресије су развили свој стил, који тежиште ставља на борбу (рвање) на партеру, тј. поду.
Светску промоцију БЏЏ добија након првог турнира Ultimate Fighting Championships, на којем је Ројс Грејси освојио турнир у октагоналном кавезу против представника различитих борилачких вештина упркос мањој тежини и слабијој телесној конституцији. Ројс је освојио три турнира, а његов брат Риксон постаје легенда БЏЏ и слободне борбе са 460 победа без једног пораза.

## Историја
Бразилски џијуџицу је јужноамеричка варијанта традиционалног, јапанског џијуџицуа и развијен од браће Карлоса и Хелиа Грејсија. Јапански имигранти су почетком 20. века са собом донели и џијуџицу и џудо у Бразил, и почели да поучавају овим вештинама поред Јапанаца и Бразилце. Карлос је учио џијуџицу од Митсује Маеде и то даље предао свом млађем брату Хелију. Маеда је био члан јапанске џудо школе, која је своје седиште имала у Кодокану. Као званични делегат кодокана стиже 1904 у Сједињене Америчке Државе где, након пораза главног делегата у једној демонстрацији против једног америчког рвача, и остаје. Почео је да организује демонстрације и борбе за новац, при чему је изгубио чланство кодокана, пошто је повредио његова етичка правила. У току такмичења са борцима разних других борилачких вештина и спортова био је принуђен да промени и оптимизује свој борилачки стил, пошто су у оно време борци џудоа полазили да за противника имају борце једнаких вештина. Као рвач постао је популаран посебно у Јужној Америци. 1915. први пут долази у Бразил где је коначно и остао. У Бразилу помаже јапанским имигрантима у насељавању Бразила, сматрајући да је Бразил боље место за живот у односу на Сједињене Америчке Државе. Као многи јапански мајстори џијуџицуа и џудоа и он почиње да предаје своју борилачку вештину, тако и кадетима војног колеџа, полицији и приватним ученицима. Најпознатији представник његове школе постао је Карлос Гресије.
Карлос отвара своју школу, где, са временом, почиње да учествује и његов млађи брат Хелио. Хелио је био телесно више слаб и није могао да употреби многе технике. Из тог разлога изменио је механику и пологе многих техника и тиме их учинио ефективнијим, те применљиво и за људе слабије конституције.
Пошто су у Бразилу туче на свакодневном реду, браћа Гресије имали су прилике да испробају свој стил у пракси и даље да га развијају. Настала је једна од најефективнијих борилачких вештина и самоодбрамбених система нашег времена.
Карлос и Хелио Гресије учили су БЏЏ своје синове са којима је настала следећа генерација бораца и учитеља, испробана и доказана у разним борбама и двобојима. 1970-их година један од синова, Рорион, одлази у Сједињене Америчке Државе и у једној гаражи отвара прву БЏЏ школу изван Бразила. Почетком 1990-их Рорион Грејси отвара у Лос Анђелесу академију за БЏЏ, а заједно са Артом Дејвијем покреће Ultimate Fighting Championships (UFC).У тим такмичењима борци различитих борилачких вештина боре се без многих правила, а циљ је надвладати противника нокаутом или га натерати на предају. У првим такмичењима један од синова Елија, Ројс Грејсија, осваја упркос мањој тежини и слабијој телесној конституцији три турнира UFC и једини је борац досад који је успео да добије четири борбе одједном.

## Бразилски џијуџицу као спорт
Данас је бразилски џијуџицу модеран борилачки спорт са тачно одређеним правилима, који омогућава свакоме сигурно бављење овим борилачком вештином. Слободна борба (вале тудо, Ultimate fight, Free fight) постаје једна од најпопуларнијих састава борилачких такмичења и важан део припреме сваког професионалног борца.